# BBC Two
Би-Би-Си ту (енгл. BBC Two) други је телевизијски канал којим управља Британска радио-телевизија (Би-Би-Си) у Уједињеном Краљевству, Острву Мен и Каналским острвима. Покрива широки оквир тематика, али претендује више програмима „префињеног укуса” него матични и популарни Би-Би-Си ван. Као и други Би-Би-Си-јеви домаћи ТВ и радио канали, финансиран је преко телевизијске лиценце, и због тога се на њему не приказују рекламе. Упоредно је добро финансирана мрежа јавног сервиса, која регуларно достиже много већи удео у гледаности него већина мрежа јавног сервиса у свету.
Првобитно име је било написано као Би-Би-Си2, била је трећа британска телевизијска станица која је основана (од 20. априла 1964), а од 1. јула 1967, прва европска телевизијска станица која се емитовала у боји. Била је предвиђена као дом мање доминатног и више амбициозних програма, и како се ова тенденција наставила до данас, највише програма од посебног значаја типа који су приказивани на Би-Би-Си Two, на пример Би-Би-Си матуре, сада имају тенденцију да се појављују на каналу Би-Би-Си , уместо тога.
Високо дефинисана верзија канала основана је 26. марта 2013, која је заменила Би-Би-Си .

## Историја

### Оснивање
Британска телевизија у време оснивања канала Би-Би-Си2 састојала се из два канала: Би-Би-Си телевизијске услуге и Ај-Ти-Ви мреже коју су чиниле мање регионалне компаније. Оба канала су постојала у стању конкуренције од оснивања Ај-Ти-Ви-ја 1955, и због тога су оба користила попупулстички приступ као одговор. Пилкингтоншки извештај из 1962 о будућем емитовању приметио је ово, и то да је Ај-Ти-Ви-ју недостајало озбиљних програма. Због тога је одлучено да британска трећа телевизијска станица буде додељена Би-Би-Си-ју.